# Lista över medlemmar av World Association of Girl Guides and Girl Scouts

## Tabell över medlemmar av World Association of Girl Guides and Girl Scouts
World Association of Girl Guides and Girl Scouts erkänner erkänner högst en flickscoutorganisation per land. Vissa länder har flera organisationer, kombinerade i en federation, med olika grupper som delas in efter principer kring religion (e.g., Frankrike och Danmark), etnisk tillhörighet (e.g., Israel och Bosnien), eller språk (e.g., Belgien). 
| Land                           | Medlemsorganisation                                            | Medlemsstatus           | Medlemsantal (från 2007 eller senaste tillgängliga källa) | År då scoutorganisationen anslöts till WAGGGS | Året då flickscouting introducerades | Tillåter flickor/pojkar |
| ------------------------------ | -------------------------------------------------------------- | ----------------------- | --------------------------------------------------------- | --------------------------------------------- | ------------------------------------ | ----------------------- |
| Antigua och Barbuda            | The Girl Guides Association of Antigua and Barbuda             | fullständig             | 608                                                       | 1984                                          | 1931                                 | endast flickor          |
| Argentina                      | Asociación Guías Argentinas                                    | fullständig             | 3 251                                                     | 1958                                          | 1915                                 | båda                    |
| Armenien                       | National Association of Girl Guides and Girl Scouts of Armenia | associerad              | 1 514                                                     | 2001                                          | 1988                                 | endast flickor          |
| Australien                     | Guides Australia                                               | fullständig             | 29 811                                                    | 1928                                          | 1911                                 | endast flickor          |
| Bahamas                        | The Bahamas Girl Guides Association                            | fullständig             | 2 732                                                     | 1975                                          | 1915                                 | båda                    |
| Bahrain                        | The Girl Guides Association of Bahrain                         | fullständig             | 1 556                                                     | 1981                                          | 1970                                 | endast flickor          |
| Bangladesh                     | Bangladesh Girl Guides Association                             | fullständig             | 52 567                                                    | 1973                                          | 1928                                 | endast flickor          |
| Barbados                       | The Girl Guide Association of Barbados                         | fullständig             | 3 290                                                     | 1969                                          | 1918                                 | endast flickor          |
| Belgien                        | Guidisme et Scoutisme en Belgique                              | fullständig             | 57 966                                                    | 1928                                          | 1915                                 | båda                    |
| Belize                         | The Girl Guides Association of Belize                          | fullständig             | 412                                                       | 1987                                          | 1937                                 | endast flickor          |
| Benin                          | Guides du Bénin                                                | fullständig             | 2 000                                                     | 1963                                          | 1954                                 | endast flickor          |
| Bolivia                        | Asociación de Guías Scouts de Bolivia                          | fullständig             | 390                                                       | 1966                                          | 1915                                 | endast flickor          |
| Botswana                       | Botswana Girl Guides Association                               | fullständig             | 9 825                                                     | 1969                                          | 1924                                 | endast flickor          |
| Brasilien                      | Federação de Bandeirantes do Brasil                            | fullständig             | 4 454                                                     | 1930                                          | 1919                                 | båda                    |
| Brunei                         | Girl Guides Association of Brunei Darussalam                   | fullständig             | 1 677                                                     | 1996                                          | 1951                                 | endast flickor          |
| Burkina Faso                   | Association des Guides du Burkina Faso                         | fullständig             | 12 753                                                    | 1972                                          | 1955                                 | endast flickor          |
| Burundi                        | Association des Guides du Burundi                              | associerad              | 11 034                                                    | 1972                                          | 1954                                 | endast flickor          |
| Centralafrikanska republiken   | Association Nationale des Guides de Centrafrique               | fullständig             | 8 879                                                     | 1963                                          | 1952                                 | endast flickor          |
| Chile                          | Asociación de Guías y Scouts de Chile                          | fullständig             | 17 572                                                    | 1957                                          | 1913                                 | båda                    |
| Colombia                       | Asociación de Guías Scouts de Colombia                         | fullständig             | 706                                                       | 1954                                          | 1936                                 | endast flickor          |
| Costa Rica                     | Asociación de Guías y Scouts de Costa Rica                     | fullständig             | 4 214                                                     | 1946                                          | 1922                                 | båda                    |
| Cypern                         | Girl Guides Association of Cyprus                              | fullständig             | 2 763                                                     | 1962                                          | 1912                                 | båda                    |
| Danmark                        | Pigespejdernes Fællesråd Danmark                               | fullständig             | 22 090                                                    | 1928                                          | 1910                                 | båda                    |
| Dominica                       | The Girl Guides Association of Dominica                        | associerad              | 533                                                       | 1987                                          | 1930                                 | endast flickor          |
| Dominikanska republiken        | Asociación de Guías Scouts Dominicanas                         | fullständig             | 507                                                       | 1969                                          | 1961                                 | endast flickor          |
| Ecuador                        | Asociación Nacional de Guías Scouts del Ecuador                | fullständig             | 144                                                       | 1966                                          | 1919                                 | endast flickor          |
| Egypten                        | Egyptian Federation for Scouts and Girl Guides                 | fullständig             | 44 300                                                    | 1931                                          | 1913                                 | endast flickor          |
| El Salvador                    | Asociación de Muchachas Guías de El Salvador                   | fullständigt associerad | 259                                                       | 1960                                          | 1945                                 | endast flickor          |
| Elfenbenskusten                | Fédération Ivoirienne du Scoutisme Féminin                     | fullständig             | 4 000                                                     | 1963                                          | 1937                                 | endast flickor          |
| Estland                        | Eesti Gaidide Liit                                             | fullständig             | 776                                                       | 1928/1993                                     | 1919                                 | båda                    |
| Fiji                           | Fiji Girl Guides Association                                   | fullständig             | 2 081                                                     | 1981                                          | 1924                                 | endast flickor          |
| Filippinerna                   | Girl Scouts of the Philippines                                 | fullständig             | 713 777                                                   | 1946                                          | 1919                                 | endast flickor          |
| Finland                        | Suomen Partiolaiset                                            | fullständig             | 32 278                                                    | 1928                                          | 1910                                 | båda                    |
| Frankrike                      | Scoutisme Français                                             | fullständig             | 19 884                                                    | 1928                                          | 1921                                 | båda                    |
| Förenade Arabemiraten          | Girl Guides Association of the United Arab Emirates            | fullständig             | 2 124                                                     | 1984                                          | 1973                                 | endast flickor          |
| Gambia                         | The Gambia Girl Guides Association                             | fullständig             | 11 777                                                    | 1966                                          | 1923                                 | endast flickor          |
| Georgien                       | Sakartvelos Gogona Skautebis Asociacia 'Dia'                   | associerad              | 805                                                       | NA                                            | NA                                   | endast flickor          |
| Ghana                          | The Ghana Girl Guides Association                              | fullständig             | 7 835                                                     | 1960                                          | 1921                                 | endast flickor          |
| Grekland                       | Soma Hellinidon Odigon                                         | fullständig             | 14 622                                                    | 1933                                          | 1932                                 | båda                    |
| Grenada                        | The Girl Guides Association of Grenada                         | associerad              | 1 518                                                     | 1990                                          | 1925                                 | endast flickor          |
| Guatemala                      | Asociación Nacional de Muchachas Guías de Guatemala            | fullständig             | 998                                                       | 1957                                          | 1934                                 | endast flickor          |
| Guinea                         | Association Nationale des Guides de Guinée                     | associerad              | 4 000                                                     | NA                                            | NA                                   | endast flickor          |
| Guyana                         | Guyana Girl Guides Association                                 | fullständig             | 1 121                                                     | 1969                                          | 1922                                 | endast flickor          |
| Haiti                          | Association Nationale des Guides d'Haïti                       | fullständig             | 1 362                                                     | 1946                                          | 1942                                 | endast flickor          |
| Honduras                       | Asociación Nacional de Muchachas Guías de Honduras             | fullständig             | 5 484                                                     | 1981                                          | 1953                                 | båda                    |
| Island                         | Bandalag Íslenskra Skáta                                       | fullständig             | 1 582                                                     | 1928                                          | 1922                                 | båda                    |
| Indien                         | The Bharat Scouts and Guides                                   | fullständig             | 1 305 028                                                 | 1948                                          | 1911                                 | båda                    |
| Irland                         | Council of Irish Guiding Associations                          | fullständig             | 13 806                                                    | 1932                                          | 1911                                 | endast flickor          |
| Israel                         | Hitachdut Hatsofim Ve Hatsofot Be Israel                       | fullständig             | 11 268                                                    | 1957                                          | 1919                                 | båda                    |
| Italien                        | Federazione Italiana dello Scautismo                           | fullständig             | 83 601                                                    | 1946                                          | 1912                                 | båda                    |
| Jamaica                        | The Girl Guides Association of Jamaica                         | fullständig             | 5 903                                                     | 1963                                          | 1915                                 | endast flickor          |
| Japan                          | Girl Scouts of Japan                                           | fullständig             | 49 447                                                    | 1952                                          | 1919                                 | endast flickor          |
| Jemen                          | Yemen Republic Girl Guides Association                         | fullständig             | 18 649                                                    | 1990                                          | 1962                                 | endast flickor          |
| Jordanien                      | Jordanian Association for Boy Scouts and Girl Guides           | fullständig             | 9 080                                                     | 1963                                          | 1938                                 | endast flickor          |
| Kambodja                       | Girl Guides Association of Cambodia                            | associerad              | 1 425                                                     | 2002                                          | 1940                                 | endast flickor          |
| Kamerun                        | Association des Guides du Cameroun                             | associerad              | 1 033                                                     | 1972                                          | 1943                                 | endast flickor          |
| Kanada                         | Girl Guides of Canada                                          | fullständig             | 116 206                                                   | 1928                                          | 1910                                 | endast flickor          |
| Kenya                          | Kenya Girl Guides Association                                  | fullständig             | 158 810                                                   | 1963                                          | 1920                                 | endast flickor          |
| Kiribati                       | The Girl Guides Association of Kiribati                        | associerad              | 500                                                       | 1990                                          | 1926                                 | endast flickor          |
| Kongo-Brazzaville              | Association des Scouts et Guides du Congo                      | associerad              | 1 413                                                     | 1957/1996                                     | 1927                                 | båda                    |
| Kuwait                         | Kuwait Girl Guides Association                                 | fullständig             | 9 025                                                     | 1966                                          | 1957                                 | endast flickor          |
| Lettland                       | Latvijas Skautu un Gaidu Centrālā Organizācija                 | fullständig             | 293                                                       | 1928/1993                                     | 1921                                 | båda                    |
| Libanon                        | Fédération Libanaise des Eclaireuses et des Guides             | fullständig             | 4 231                                                     | 1955                                          | 1937                                 | endast flickor          |
| Lesotho                        | Lesotho Girl Guides Association                                | fullständig             | 1 708                                                     | 1978                                          | 1925                                 | endast flickor          |
| Liberia                        | Liberian Girl Guides Association                               | fullständig             | 1 180                                                     | 1928/1966                                     | 1920                                 | endast flickor          |
| Libyen                         | Public Scout and Girl Guide Movement                           | fullständig             | 4 325                                                     | 1966                                          | 1958                                 | endast flickor          |
| Liechtenstein                  | Pfadfinder und Pfadfinderinnen Liechtensteins                  | fullständig             | 318                                                       | 1948                                          | 1932                                 | båda                    |
| Luxemburg                      | Bureau de Liaison des Associations Guides du Luxembourg        | fullständig             | 1 991                                                     | 1928                                          | 1915                                 | båda                    |
| Madagaskar                     | Skotisma Zazavavy eto Madagasikara                             | fullständig             | 24 719                                                    | 1963                                          | 1941                                 | båda                    |
| Malawi                         | The Malawi Girl Guides Association                             | associerad              | 11 044                                                    | NA                                            | NA                                   | endast flickor          |
| Malaysia                       | Persatuan Pandu Puteri Malaysia                                | fullständig             | 61 718                                                    | 1960                                          | 1916                                 | endast flickor          |
| Maldiverna                     | Maldives Girl Guide Association                                | fullständig             | 7 305                                                     | 1994                                          | 1962                                 | endast flickor          |
| Malta                          | The Malta Girl Guides Association                              | fullständig             | 1 191                                                     | 1966                                          | 1918                                 | endast flickor          |
| Mauretanien                    | Association des Scouts et Guides de Mauritanie                 | associerad              | 456                                                       | 1996                                          | 1986                                 | båda                    |
| Mauritius                      | The Mauritius Girl Guides Association                          | fullständig             | 776                                                       | 1975                                          | 1926                                 | endast flickor          |
| Mexiko                         | Guías de México                                                | fullständig             | 1 410                                                     | 1948                                          | 1930                                 | endast flickor          |
| Monaco                         | Association des Guides et Scouts de Monaco                     | fullständig             | 23                                                        | 1960                                          | 1929                                 | båda                    |
| Mongoliet                      | Girl Scout Association of Mongolia                             | associerad              | 1 000                                                     | 2005                                          | 1996                                 | endast flickor          |
| Namibia                        | The Girl Guides Association of Namibia                         | fullständig             | 1 278                                                     | 1993                                          | 1923                                 | endast flickor          |
| Nepal                          | Nepal Scouts                                                   | fullständig             | 15 740                                                    | 1978                                          | 1952                                 | båda                    |
| Nederländerna                  | Scouting Nederland                                             | fullständig             | 54 663                                                    | 1928/1981                                     | 1911                                 | båda                    |
| Nya Zeeland                    | Guides New Zealand                                             | fullständig             | 17 635                                                    | 1928                                          | 1908                                 | endast flickor          |
| Nicaragua                      | Federación Nacional de Muchachas Guías de Nicaragua            | associerad              | 707                                                       | 1981                                          | 1940                                 | endast flickor          |
| Nigeria                        | The Nigerian Girl Guides Association                           | fullständig             | 113 726                                                   | 1960                                          | 1919                                 | endast flickor          |
| Norge                          | Speidernes Fellesorganisasjon                                  | fullständig             | 14 273                                                    | 1928                                          | 1912                                 | båda                    |
| Oman                           | The National Organisation for Scouts and Guides                | fullständig             | 6 831                                                     | 1987                                          | 1972                                 | båda                    |
| Pakistan                       | Pakistan Girl Guides Association                               | fullständig             | 48 253                                                    | 1948                                          | 1911                                 | endast flickor          |
| Panama                         | Asociación de Muchachas Guías de Panamá                        | fullständig             | 728                                                       | 1952                                          | 1950                                 | endast flickor          |
| Papua Nya Guinea               | Girl Guides Association of Papua New Guinea                    | fullständig             | 1 226                                                     | 1978                                          | 1927                                 | endast flickor          |
| Paraguay                       | Asociación Guías Scouts del Paraguay                           | fullständig             | 329                                                       | 1966                                          | 1923                                 | båda                    |
| Peru                           | Asociación Nacional de Guías Scouts del Perú                   | fullständig             | 5 500                                                     | 1960                                          | 1916                                 | båda                    |
| Polen                          | Związek Harcerstwa Polskiego                                   | fullständig             | 76 718                                                    | 1928/1996                                     | 1910                                 | båda                    |
| Portugal                       | Associação Guias de Portugal                                   | fullständig             | 3 157                                                     | 1963                                          | 1919                                 | endast flickor          |
| Qatar                          | The Scout and Guide Association of Qatar                       | fullständig             | 2 368                                                     | NA                                            | NA                                   | båda                    |
| Rumänien                       | Asociaţia Ghidelor şi Ghizilor din România                     | fullständig             | 627                                                       | 1993                                          | 1928                                 | båda                    |
| Ryssland                       | Rossiskaya Assotsiatsia Devochek-Skautov                       | associerad              | 2 175                                                     | 1999                                          | 1910                                 | endast flickor          |
| Rwanda                         | Association des Guides du Rwanda                               | fullständig             | 9 284                                                     | 1981                                          | 1962                                 | endast flickor          |
| Samoa                          | Samoa Girl Guides Association                                  | associerad              | 186                                                       | 1996                                          | 1952                                 | endast flickor          |
| Saint Kitts och Nevis          | The Girl Guides Association of Saint Christopher and Nevis     | associerad              | 308                                                       | 1993                                          | 1931                                 | endast flickor          |
| Saint Lucia                    | Girl Guides Association of Saint Lucia                         | fullständig             | 2 100                                                     | 1984                                          | 1925                                 | endast flickor          |
| Saint Vincent och Grenadinerna | Girl Guides Association of Saint Vincent and the Grenadines    | fullständig             | 1 456                                                     | 1984                                          | 1914                                 | endast flickor          |
| San Marino                     | Associazione Guide Esploratori Cattolici Sammarinesi           | associerad              | 129                                                       | 1993                                          | 1973                                 | båda                    |
| Schweiz                        | Swiss Guide and Scout Movement                                 | fullständig             | 20 177                                                    | 1928                                          | 1913                                 | båda                    |
| Senegal                        | Association des Scouts et Guides du Sénégal                    | fullständig             | 2 071                                                     | 1981                                          | 1953                                 | båda                    |
| Sierra Leone                   | The Sierra Leone Girl Guides Association                       | fullständig             | 2 026                                                     | 1963                                          | 1924                                 | endast flickor          |
| Singapore                      | Girl Guides Singapore                                          | fullständig             | 12 334                                                    | 1966                                          | 1917                                 | endast flickor          |
| Slovakien                      | Slovenský skauting                                             | fullständig             | 3 210                                                     | 1928/1990                                     | 1919                                 | båda                    |
| Slovenien                      | Združenje slovenskih katoliških skavtinj in skavtov            | fullständig             | 4 173                                                     | 1928/1996                                     | 1922                                 | båda                    |
| Salomonöarna                   | The Girl Guides Association of the Solomon Islands             | associerad              | 250                                                       | 1987                                          | 1949                                 | endast flickor          |
| Sydafrika                      | The Girl Guides Association of South Africa                    | fullständig             | 27 164                                                    | 1928                                          | 1910                                 | endast flickor          |
| Sydkorea                       | Girl Scouts Korea                                              | fullständig             | 68 006                                                    | 1957                                          | 1946                                 | båda                    |
| Spanien                        | Comité de Enlace del Guidismo en España                        | fullständig             | 7154                                                      | 1959                                          | 1929                                 | båda                    |
| Sri Lanka                      | The Sri Lanka Girl Guides Association                          | fullständig             | 37 057                                                    | 1951                                          | 1917                                 | endast flickor          |
| Storbritannien                 | Girlguiding UK                                                 | fullständig             | 552 603                                                   | 1928                                          | 1909                                 | endast flickor          |
| Sudan                          | The Sudan Girl Guides Association                              | fullständig             | 17 350                                                    | 1957                                          | 1928                                 | endast flickor          |
| Surinam                        | Surinaamse Padvindsters Raad                                   | associerad              | 472                                                       | 1972                                          | 1947                                 | endast flickor          |
| Sverige                        | Scouterna                                                      | fullständig             | 80 000                                                    | 1928                                          | 1910                                 | båda                    |
| Swaziland                      | The Swaziland Girl Guides Association                          | associerad              | 2 100                                                     | 1969                                          | 1924                                 | endast flickor          |
| Taiwan                         | Girl Scouts of Taiwan                                          | fullständig             | 20 264                                                    | 1963                                          | 1919                                 | endast flickor          |
| Tanzania                       | The Tanzania Girl Guides Association                           | fullständig             | 30 376                                                    | 1963                                          | 1928                                 | endast flickor          |
| Tchad                          | Association des Guides du Tchad                                | associerad              | 6 450                                                     | NA                                            | NA                                   | endast flickor          |
| Thailand                       | The Girl Guides Association of Thailand                        | fullständig             | 28 911                                                    | 1963                                          | 1957                                 | båda                    |
| Tjeckien                       | Junák                                                          | fullständig             | 19 948                                                    | 1928/1990                                     | 1915                                 | båda                    |
| Togo                           | Association des Guides du Togo                                 | fullständig             | 2 700                                                     | 1963                                          | 1942                                 | endast flickor          |
| Tonga                          | The Girl Guides Association of the Kingdom of Tonga            | associerad              | 200                                                       | 1987                                          | 1952                                 | endast flickor          |
| Trinidad och Tobago            | The Girl Guides Association of Trinidad and Tobago             | fullständig             | 2 545                                                     | 1963                                          | 1914                                 | endast flickor          |
| Tunisien                       | Les Scouts Tunisiens                                           | fullständig             | 7 298                                                     | 1996                                          | 1934                                 | båda                    |
| Turkiet                        | Türkiye İzcilik Federasyonu                                    | fullständig             | 2 883                                                     | 1972                                          | 1923                                 | båda                    |
| Tyskland                       | Ring Deutscher Pfadfinderinnenverbände                         | fullständig             | 47 523                                                    | 1950                                          | 1912                                 | båda                    |
| Uganda                         | The Uganda Girl Guides Association                             | fullständig             | 12 371                                                    | 1963                                          | 1914                                 | endast flickor          |
| Ukraina                        | Asotsiatsiya Haydov Ukrayiny                                   | associerad              | 728                                                       | 1999                                          | 1911/1992                            | endast flickor          |
| Ungern                         | Magyar Cserkészlány Szövetség                                  | associerad              | 683                                                       | 1928/1993                                     | 1919                                 | endast flickor          |
| USA                            | Girl Scouts of the USA                                         | fullständig             | 3 578 760                                                 | 1928                                          | 1912                                 | endast flickor          |
| Uruguay                        | Asociación Guías Scout del Uruguay                             | associerad              | 71                                                        | 1966                                          | 1924                                 | båda                    |
| Vanuatu                        | Vanuatu Girl Guides Association                                | associerad              | 178                                                       | 1990                                          | 1955                                 | endast flickor          |
| Venezuela                      | Asociación de Guías Scouts de Venezuela                        | fullständig             | 655                                                       | 1960                                          | 1958                                 | endast flickor          |
| Vitryssland                    | The Association of Belarusian Guides                           | fullständig             | 1 670                                                     | 1996                                          | 1926                                 | endast flickor          |
| Zambia                         | Girl Guides Association of Zambia                              | fullständig             | 11 920                                                    | 1966                                          | 1924                                 | endast flickor          |
| Zimbabwe                       | Girl Guides Association of Zimbabwe                            | fullständig             | 15 278                                                    | 1969                                          | 1912                                 | endast flickor          |
| Österrike                      | Pfadfinder und Pfadfinderinnen Österreichs                     | fullständig             | 10 301                                                    | 1957                                          | 1914                                 | båda                    |

## Ej självständiga områden med oberoende WAGGGS-medlemsorganisationer
- Aruba - Het Arubaanse Padvindsters Gilde: Associerad medlem av World Association of Girl Guides and Girl Scouts
- Cooköarna - The Girl Guides Cook Islands Association: Associerad medlem av World Association of Girl Guides and Girl Scouts
- Hongkong - Hong Kong Girl Guides Association: Fullständig medlem av World Association of Girl Guides and Girl Scouts
- Nederländska Antillerna - Padvindstersvereniging van de Nederlandse Antillen: Fullständig medlem av World Association of Girl Guides and Girl Scouts

## Självständiga länder med scouting driven av utländska grenar av WAGGGS-medlemsorganisationer

### Girl Scouts of the USA
- Mikronesiens federerade stater - Scouting i Mikronesiens federerade stater - Girl Scouts of the USA
- Marshallöarna - Scouting i Marshallöarna - Girl Scouts of the USA
- Palau - Scouting i Palau - Girl Scouts of the USA

## Ej självständiga områden med scouting driven av utländska grenar av WAGGGS-medlemsorganisationer

### Danmark
- Färöarna - Føroya Skótaráð
- Grönland - Grønlands Spejderkorps

### Frankrike
Flickscouting i följande områden drivs av olika franska scoutorganisationer:
- Franska Guyana - Scouting i Franska Guyana
- Guadeloupe och Saint-Martin - Scouting i Guadeloupe et Saint Martin
- Martinique - Scouts de Martinique
- Mayotte - Scouting på Mayotte
- Nya Kaledonien - Scouting i Nya Kaledonien
- Réunion - Scouting på Réunion
- Saint-Pierre och Miquelon - Scouting i Saint-Pierre och Miquelon
- Wallis- och Futunaöarna - Scouting i Wallis- och Futunaöarna

### Storbritannien
- Anguilla - Anguilla-gren av Girlguiding UK
- Bermuda - Girlguiding Bermuda
- Brittiska Jungfruöarna - Brittiska Jungfruöarna-gren av Girlguiding UK
- Caymanöarna - Caymanöarna-gren av Girlguiding UK
- Falklandsöarna - Falklandsöarna-gren av Girlguiding UK
- Gibraltar - Gibraltar-gren av Girlguiding UK
- Montserrat - Montserrat branch of Girlguiding UK
- Sankta Helena - Sankta Helena-gren av Girlguiding UK
- Turks- och Caicosöarna - Turks- och Caicosöarna-gren av Girlguiding UK

### USA
Följande områden administreras av Girl Scouts of the USA:
- Amerikanska Jungfruöarna - Scouting i Amerikanska Jungfruöarna
- Amerikanska Samoa - Scouting i Amerikanska Samoa
- Guam - Scouting i Guam
- Nordmarianerna - Scouting i Nordmarianerna
- Puerto Rico - Scouting i Puerto Rico

## Länder som arbetar mot WAGGGS-medlemskap
"Arbetar mot WAGGGS-medlemskap" är en officiell status hos WAGGGS som erkänner en förenings utveckling mot WAGGGS medlemskrav. År 2005 fanns det sex länder med den här statusen: 
- Albanien - Shoqata e Guidave dhe Scoutëve në Shqipëri
- Kongo-Kinshasa - Association des Guides du Congo
- Irak - Iraq Boy Scouts and Girl Guides Council
- Litauen - Lietuvos skaučių seserija
- Niger
- Palestinska myndigheten - Girl Guides of Palestine

## Länder med flickscoutorganisationer som arbetar mot erkännande
- Afghanistan - Afghan Scout Association (möjligen könsgemensam eller enskild)
- Algeriet - Scouting i Algeria
- Azerbajdzjan - Association of Azerbaijan Girl Guides
- Kazakstan - The Kazakh Guide Association
- Marocko - Scouting i Marocko
- Nauru - Scouting i Nauru
- Syrien - Scouting i Syria

## Tidigare WAGGGS-medlemmar
- Kuba - Asociación de Guías de Cuba, senast omnämnd 1969
- Etiopien - senast omnämnd 1984, idag en del av Ethiopia Scout Association
- Indonesien - Gerakan Pramuka lämnade WAGGGS och anslöt sig till WOSM 2002
- Iran - Scouting i Iran, senast omnämnd 1979
- Myanmar - Union of Burma Girl Guides Associations, senast omnämnd 1969
- Tuvalu - Girl Guides Association of Tuvalu, tillbakadraget medlemskap 2005
- Vietnam - Hoi Nu Huong Đao Việt Nam, senast omnämnd 1973